# Gorges, Manche

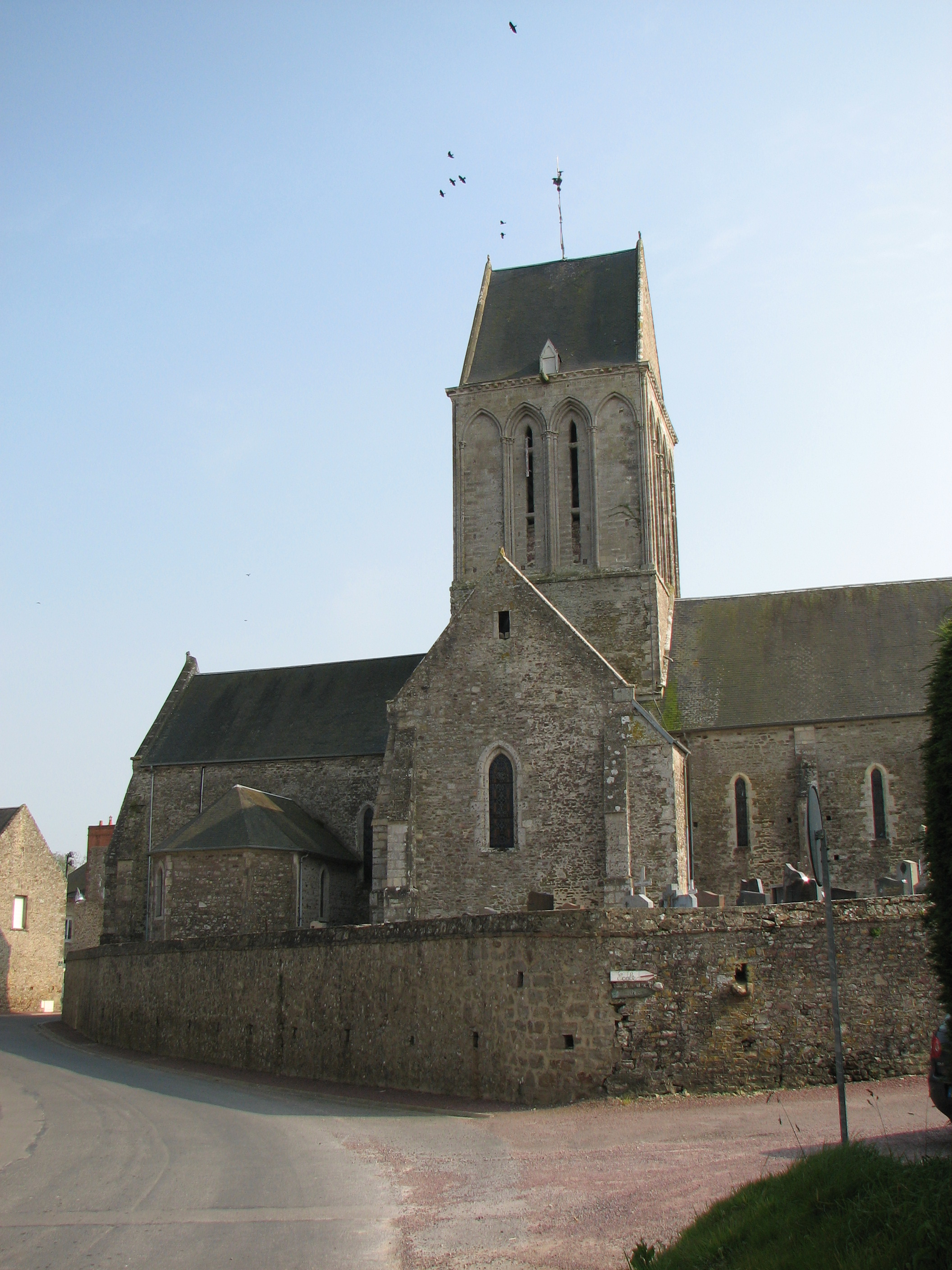
Nhà thờ Gorges

Gorges là một xã thuộc tỉnh Manche trong vùng Normandie tây bắc nước Pháp. Xã này nằm ở khu vực có độ cao trung bình 15 mét trên mực nước biển.
Dân số năm 2006 là 365 người.